# Azawakh
Der Azawakh ist eine von der FCI anerkannte afrikanische Windhunderasse (FCI-Gruppe 10, Sektion 3, Standard Nr. 307).

## Herkunft und Geschichtliches
Der Azawakh, auch Tuareg-Windhund genannt, ist eine Hunderasse, die von den Nomaden der Sahelzone als Jagd-, Wach- und Schutzhund gehalten wird. Das Verbreitungsgebiet der Rasse erstreckt sich über die Staaten Mali, Niger und Burkina Faso. Bei den südlichen Tuaregstämmen wird er als Idi (pl. Iadan), bezeichnet – dies bedeutet einfach "Hund" und erklärt sich dadurch, dass in der zentralen Sahelzone keine andere Hundeform existiert. Es handelt sich um eine typische Landrasse.
In den nördlicheren, bereits in der Sahara gelegenen Regionen des Verbreitungsgebietes wird auch die Bezeichnung Osca (pl. Oscaten) verwendet, die im Tamascheq für besonders selektierte und edle Windhunde steht. Die Bezeichnung Azawakh, die von der internationalen Zuchtorganisation FCI gebraucht wird, leitet sich vom Azawakhtal ab, das im Grenzgebiet der Staaten Mali und Niger und damit im Zentrum der Ursprungsregion liegt (siehe Azawad).

## Beschreibung

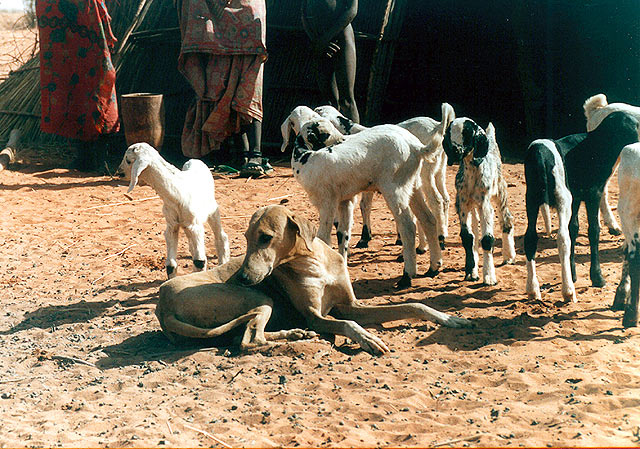
Azawakh in der Ursprungsregion

Der elegante Eindruck, den der Azawakh vermittelt, resultiert aus seinem schmalen und feingliedrigen Körperbau. Dies wird durch sein eigenständiges und resolutes Wesen noch unterstrichen. Im Verhältnis zur gesamten Körperlänge sind die Gliedmaßen relativ lang, was ihn entsprechend hochläufig erscheinen lässt. Durch die kargen und vom Wassermangel gekennzeichneten Lebensverhältnisse der Menschen in seinem ursprünglichen Herkunftsgebiet haben die Hunde meist einen Ernährungszustand, bei dem sich die Skelettstruktur und Muskulatur deutlich unter dem trockenen bis pergamentenen Bindegewebe abzeichnet. Es wurde durch die europäischen Zuchtorganisationen dieses Merkmal im Standard explizit erwähnt. So können normal ernährte Hunde bei Ausstellungen oft keine vorderen Plätze erreichen. Oft wird der Azawakh mit dem Sloughi verwechselt, was nicht nur an den ähnlichen Umweltbedingungen in den Ursprungsgebieten der Hunde liegt, sondern auch durch Einkreuzungen beider Rassen erfolgte.
Dieser typische Windhund hat eine Widerristhöhe bei Rüden von 64 und 74 cm, bei Hündinnen sind es 60 und 70 cm bei einem Gewicht von bis 25 kg (Rüden 20 bis 25 kg, Hündinnen 15 bis 20 kg). Das Haar ist kurz, dünn, am Bauch bis zur Haarlosigkeit reduziert, in den Farben rot, sand, gestromt. Die Scheckung ist laut Rassestandard auf die Gliedmaßen beschränkt, allerdings kommen in der Ursprungsregion auch Hunde mit weit stärkerer Weißzeichnung vor, was in den letzten Jahren zu Diskussionen darüber geführt hat, ob der Standard wirklich das Gesamtbild der Rasse korrekt wiedergibt. Alle Farbnuancen, vom hellen Sandfarben bis zum dunklen Fauve, sind zulässig. Der Kopf kann eine schwarze Maske zeigen oder auch nicht, und die Blesse zeigt sich sehr unregelmäßig. Zur Farbausstattung gehört ein weißer Brustfleck. Alle vier Gliedmaßen sollten weiße «Stiefel» aufweisen. Schwarze Stromung ist zugelassen. Die Haut ist dünn, und am gesamten Körper straff anliegend. Der Kopf ist windhundtypisch lang, fein, trocken, ziseliert, ziemlich schmal, die Ohren ziemlich hoch angesetzt, dünn, immer herabhängend und flach, mit ziemlich breiter Basis und am Schädel anliegend. Sie haben die Form eines Dreiecks mit leicht abgerundeter Spitze. Die Rute ist tief angesetzt, lang, dünn, trocken und schlank auslaufend. Sie ist vom gleichen Haar wie der Körper bedeckt und trägt an der Spitze einen weißen Pinsel.
Elegant wirkt der Gang: immer sehr geschmeidig, vor allem im Trab und Schritt mit hoher Aktion der Läufe, sprunghafter Galopp. Der Azawakh vermittelt sehr den Eindruck von Leichtigkeit und Elastizität.